# دانيال غيليسبي
دانيال غيليسبي (بالإنجليزية: Daniel Gillespie)‏ هو فيزيائي أمريكي، ولد في 15 أغسطس 1938، وتوفي في 19 أبريل 2017.